# Tretja legislatura Italijanske republike
Tretja legislatura Italijanske republike je bilo obdobje rednega zasedanja parlamenta Italijanske republike med 12. junijem 1958 in 14. februarjem (odstop vlade) oziroma 15. majem 1963 (izvolitev nove vlade). V tem času je parlament izvršil 789 zasedanj, parlamentarne komisije pa 3242 zasedanj, od katerih 1485 zakonodajnih. 
Arhiv zapisnikov in obnov zasedanj obsega 159.000 strani, ki so dostopne javnosti tudi v spletni obliki.

## Vlade
Tretja legislatura je bila med najdaljšimi v zgodovini republike, saj je trajala 1799 dni. V tem obdobju so si sledile sledeče vlade:
- Fanfani II. (1.7.1958 - 15.2.1959): predsednik Amintore Fanfani; notranji minister Fernando Tambroni; zunanji minister A. Fanfani;
- Segni II. (15.2.1959 – 23.3.1960): predsednik Antonio Segni, notranji minister A. Segni; zunanji minister Giuseppe Pella;
- Tambroni (25.3.1960 – 26.7.1960): predsednik F. Tambroni; notranji minister Giuseppe Spataro; zunanji minister A. Segni.
- Fanfani III. (26.7.1960 – 21.2.1962): predsednik A. Fanfani; notranji minister Mario Scelba; zunanji minister A. Segni;
- Fanfani IV. (21.2.1962 – 21.6.1963): predsednik A. Fanfani; notranji minister Paolo Emilio Taviani; zunanji minister A. Segni, nato A. Fanfani, nato Attilio Piccioni.

## Predsednik poslanske zbornice
- Giovanni Leone, DC
  - 12. junij 1958  – 15. maj 1963

## Predsednik senata
- Cesare Merzagora, DC
  - 12.junij 1958  – 15. maj 1963